# Segelfluggelände Möckmühl-Korb

i7
i11
i13
Das Segelfluggelände Möckmühl-Korb liegt im Ortsteil Korb der Stadt Möckmühl im Landkreis Heilbronn in Baden-Württemberg, etwa 4 km nordöstlich des Zentrums von Möckmühl direkt an der A 81.

## Flugbetrieb
Das Segelfluggelände ist mit einer 765 m langen und 30 m breiten Start- und Landebahn aus Gras (Richtung 08/26) ausgestattet. Die Länge der Seilauslegebahn beträgt 830 m. Die Start- und Landebahn weist ein Gefälle von mehr als 15 m in Richtung Westen aus. Das Segelfluggelände besitzt eine Betriebszulassung für Segelflugzeuge, Motorsegler, Luftsportgeräte, Freiballone, Luftschiffe, Luftfahrzeuge zum Schleppen von Segelflugzeugen, Motorseglern und Hängegleitern sowie Luftfahrzeuge zum Absetzen von Fallschirmspringern. Als Startarten sind Eigenstart, Flugzeugschleppstart, Windenstart, Gummiseilstart und Fahrzeugschleppstart zugelassen. Das Segelfluggelände dient dem Luftsport und, bei Bedarf, dem Rettungswesen, dem Katastrophenschutz, der Feuerwehr und der Polizei. Der Halter und Betreiber des Segelfluggeländes ist der Flugsportverein Möckmühl e. V.

## Geschichte
Der Flugsportverein Möckmühl e. V. wurde 1926 gegründet. Das Segelfluggelände wurde am 24. April 1984 in Betrieb genommen.